# MoJo
MoJo（モジョ、1952年8月24日 - ）は、日本の歌手、作曲家。千葉県市川市出身。
本名は富田 伊知郎（）。歌手としての別名義にとみた いちろうがある。
「とみた いちろう」名義でフォークシンガーとしてデビュー。のちに作曲家・スタジオミュージシャンとしても活動し、CMソングなどの作曲・歌唱を手がける一方、「MoJo」の名義でアニメソング歌手としても活動している。

## 来歴
高校時代はフォークソングクラブにて部長を務める。この時期、同じく近隣の高校でフォークソングクラブの部長を務めていた佐藤龍一と出会う。
1971年、佐藤龍一とともに吉田拓郎のコンサートに前座で出演したことをきっかけに、佐藤とブルースバンド「宴（うたげ）」を結成。同年、高校時代の後輩が結成したバンド「イージー･ライダーズ」にリードボーカルとして参加し、第5回全国ヤマハ・ライトミュージックコンテスト全国大会にて優勝するが、その後脱退。
1972年、千葉県船橋市において佐藤とともに「MOJO MOJO EAST」を立ち上げ、さまざまな歌手を招いて毎月コンサートを行った。このコンサートに生田敬太郎を招いたことがきっかけとなり、同年に佐藤龍一、伊藤薫（両名は後に「竜とかおる」を結成）と共にエレックレコードと契約。
1973年、「とみたいちろう」名義でエレックレコードよりアルバム『TAKE1』をリリースし、フォークシンガーとしてメジャーデビュー。
1977年よりif音楽事務所に移籍、バンド「Big Beat」を結成してライブ活動を行う。
1978年にフリーのボーカリストとして独立し、同時に作曲家・スタジオミュージシャンとしての活動を開始。バンド時代の最後のライブをCM制作のプロデューサーが見ていたことがきっかけで、CMソングの制作に歌手・作曲家として携わるようになる。
また、同時期から「MoJo」のペンネームでアニメ作品や特撮作品の楽曲をレコーディングするようになる。なお、「MoJo」は前述の「MOJO MOJO EAST」に由来するが、その当時カーリーヘアーにしていたことから自分自身も「モジョ」と呼ばれるようになったことがきっかけと発言している。
スタジオミュージシャンとなってからはライブイベント等には参加しない方針をとっていたが、1999年のライブイベント「スーパーヒーロー魂ツアー1999」にMoJoとして出演したことを機に、本格的にライブ活動を再開。以降はアニメ・特撮ソング関連のライブイベントに参加する傍ら、定期的に自主ライブを開催している。
2007年には佐藤龍一と再会したことを契機に、再びフォークシンガー「とみたいちろう」としての活動を再開しており、現在は作曲家としては「富田」、フォーク歌手としては「とみた」、アニメ・特撮ソング歌手としては「MoJo」と芸名を使い分けて活動している。

## 作品

### ディスコグラフィ

#### シングル
- 12時過ぎのシンデレラ / 今頃（1973年6月10日、AV-18） - とみたいちろう名義
- バイ・バイ・ブルー / かげろうの恋（1975年5月30日、EB-1038） - とみたいちろう名義
- ハイエナデキシーブルース / さよならマギー（1976年5月25日、EB-1048） - とみたいちろう名義
- 風よロマンに針路を向けて / ライバル（1979年、06-5H-12） - 富田伊知郎名義
- 君よ巨人の声をきけ（1989年3月21日、20336-10） - 富田伊知郎名義
- お〜い北海道（1990年9月25日、TKDA-30137） - とみたいちろう名義
- セガサターン、シロ!（1998年2月15日、WPDV-7138） - とみたいちろう名義

#### アルバム
- TAKE 1（1973年3月25日、ELEC-2016） - とみたいちろう名義
- STEP TO MY WAY（1976年1月25日、ELRC-10） - とみたいちろう名義
- MoJoスーパー・ベスト 〜バトルフィーバーJ/科学戦隊ダイナマン〜（2005年7月20日、COCX-33279）

### 代表曲（歌唱）

#### アニメソング
- 宇宙の男ライガー（1978年、『宇宙魔神ダイケンゴー』エンディングテーマ）
- 人生の停車駅（1978年、『銀河鉄道999』）
- 若き旅人（1980年、『釣りキチ三平』オープニングテーマ）
- 俺は釣りキチ三平だ（1980年、『釣りキチ三平』エンディングテーマ）
- 燃える闘魂 〜アントニオ猪木〜（1981年、『タイガーマスク二世』）
- Crystal Knights NECRIME（1983年、『未来警察ウラシマン』）
- Maybe（1983年、『未来警察ウラシマン』）
- Battle URASHIMAN（1983年、『未来警察ウラシマン』）
- 光速電神アルベガス（1983年、『光速電神アルベガス』オープニングテーマ）
- 若さのフォーメーション（1983年、『光速電神アルベガス』エンディングテーマ）
- 戦いに赴く前に（1983年、『光速電神アルベガス』）
- 虎エ門マーチ（1986年、『GoGo虎エ門』主題歌）
- 超空戦隊スターレンジャー（2006年、『無敵看板娘』）

#### 特撮ソング
- バトルフィーバーJ（1979年、『バトルフィーバーJ』オープニングテーマ）
- 勇者が行く（1979年、『バトルフィーバーJ』エンディングテーマ）
- 明日の戦士たち（1979年、『バトルフィーバーJ』）
- 大戦隊ゴーグルV（1982年、『大戦隊ゴーグルファイブ』オープニングテーマ）
- ストップ・ザ・バトル（1982年、『大戦隊ゴーグルファイブ』エンディングテーマ）
- ゴーグルVのマーチ -We are Goggle V-（1982年、『大戦隊ゴーグルファイブ』）
- 出撃! ゴーグルロボ（1982年、『大戦隊ゴーグルファイブ』）
- ダンシングゴーグルV（1982年、『大戦隊ゴーグルファイブ』）
- フラッシュ! ゴーグルV（1982年、『大戦隊ゴーグルファイブ』）
- 熱風シャドウ（1982年、『大戦隊ゴーグルファイブ』）
- 燃える男ゴーグルレッド（1982年、『大戦隊ゴーグルファイブ』）
- 科学戦隊ダイナマン（1983年、『科学戦隊ダイナマン』オープニングテーマ）
- 夢をかなえてダイナマン（1983年、『科学戦隊ダイナマン』エンディングテーマ）
- エンドレスウェイ（1983年、『科学戦隊ダイナマン』） - 作曲も担当
- 俺のハートは夢じかけ（1983年、『科学戦隊ダイナマン』）
- ゴーゴーダイナロボ（1983年、『科学戦隊ダイナマン』）
- スーパーダイナマイト（1983年、『科学戦隊ダイナマン』）
- 炎の戦士 〜FIRE CREW〜（1983年、『科学戦隊ダイナマン』） - 作曲も担当
- 白昼（まひる）の嵐 〜BOMBER TWIST〜（1983年、『科学戦隊ダイナマン』） - 作曲も担当
- 待っていたんだダイナマン（1983年、『科学戦隊ダイナマン』）
- 星雲仮面マシンマン（1984年、『星雲仮面マシンマン』オープニングテーマ）
- おれの名はマシンマン（1984年、『星雲仮面マシンマン』エンディングテーマ）
- OH! チャイルド（1984年、『星雲仮面マシンマン』）
- 大いなる人マシンマン（1984年、『星雲仮面マシンマン』）
- 電光アクションマシンマン（1984年、『星雲仮面マシンマン』）
- ぼくらのマシンマン（1984年、『星雲仮面マシンマン』）
- Take Off!! スーパーGUTS（1997年、『ウルトラマンダイナ』）　- ピーカブー、若子内悦郎とのユニット「ナイトスキャッツ」名義
- EYES OF JUSTICE（2001年、『百獣戦隊ガオレンジャー』）
- 希望のサイレンビルダー（2006年、『轟轟戦隊ボウケンジャー』）
- 伝説（2006年、『轟轟戦隊ボウケンジャーVSスーパー戦隊』エンディングテーマ）　- 串田アキラ、宮内タカユキとの歌唱
- 炎神合体エンジンオーG6（2008年、『炎神戦隊ゴーオンジャー』）
- 究極サムライハオー 降臨!（2009年、『侍戦隊シンケンジャー』）
- データスハイパー 天使と共に（2010年、『天装戦隊ゴセイジャー』）
- アキバレンジャー シーズン痛!（2013年、『非公認戦隊アキバレンジャー シーズン痛』オープニングテーマ）　 - 「桃井はるこfeat.山形ユキオあんどMoJo」名義
- スーパー戦隊☆非公認応援歌（2013年、『非公認戦隊アキバレンジャー シーズン痛』エンディングテーマ）　- 「赤木信夫と山形ユキオあんどMoJo」名義
- 正義の兵（つわもの）リベリオン（2017年、『宇宙戦隊キュウレンジャー』） - 「魂の三兄弟（串田アキラ・MoJo・宮内タカユキ）」名義
- 二刀流!スーパーツーカイオー（2021年、『機界戦隊ゼンカイジャー』）

#### コマーシャルソング
- ミスタードーナツ「いいことあるぞ」（ダスキン「ミスタードーナツ」） - 岡田恭子と共演
- 石丸電気のうた（1975年、石丸電気） - 藤本房子と共演
- ジョニーウオーカー（1978年、日本コールドベック「ジョニー・ウォーカー」）[10] - とみたいちろう名義
- オバルチン（1978年、カルピス食品工業「オバルチン」）[10] - とみたいちろう名義、槇みちると共演
- オバルチン、パート2（1978年、カルピス食品工業「オバルチン」）[10] - とみたいちろう名義、槇みちると共演
- 旭化成シーベ（1979年、旭化成）[11] - とみたいちろう名義、菊地真美と共演
- ニュースバルレックス（1979年、富士重工業「スバル・レックス」）[11] - とみたいちろう名義、フィーリングフリーと共演
- カバヤ マスカットキャンディー（1979年、カバヤ食品「マスカットキャンディー」） - とみたいちろう名義、藤本房子と共演
- 風よロマンに針路を向けて（1979年、サッポロビール「びん生」）
- パンパース（1981年、P&Gサンホーム「パンパース」）[12] - 諏訪マリーと共演
- 森永、ボコデコ（1985年、森永製菓）[12]
- 雪印、アカディ、思いやり篇 / なぜだろう篇（1988年、雪印乳業「アカディ」）[13]
- パッ! とさいでりあ[3][14]（1990年、新興産業「さいでりあ」）
- お〜い北海道〈I'm A 北海道 MAN〉[3]（1990年、サッポロ「生ビール北海道」）
- 俺とおまえと大五郎[3]（1991年、協和発酵「協和焼酎大五郎」） - 編曲も担当
- セガサターン、シロ![3]（1997年、セガ・エンタープライゼス「セガサターン」）
- ゼブラ筆ペン サウンドロゴ[14]（ゼブラ） - 尾形道子と共演
- 中村さんちもマックロード 入学式篇[14]（松下電器産業「ナショナル マックロード」） - BUZZと共演
- ナショナル・マックロード・オリンピック（松下電器産業「ナショナル マックロード」）
- アスパラエース 登場篇 / 海篇 / ランニング篇[14]（田辺製薬「アスパラエース」）
- あなたとコンビにファミリーマート[14]（ファミリーマート） - 杉本ユーリと共演
- 「明治エッセルスーパーカップ」コマーシャルソング（明治乳業「明治エッセルスーパーカップ」）[3]
- 高速人カード E-NEXCO pass[3]（東日本高速道路「E-NEXCO pass」） - 作編曲も担当[3]
- 花キューピット[3]
- 禁煙パイポ（マルマン「禁煙パイポ」）[3]
- アースジェット（アース製薬「アースジェット」）[3]
- カーセンサー（リクルート「カーセンサー」）[3]
- ビックカメラの歌（「ビックカメラ」）

#### 子供向け
- なくな! ダメ虫（1978年、『ひらけ!ポンキッキ』。キャニオン CX-115）
- マンモス（1978年、『ひらけ!ポンキッキ』。LP『ひらけ!ポンキッキ』（キャニオン C18G0003）収録）
- 大きいのかな小さいのかな（1978年、『ひらけ!ポンキッキ』。キャニオン CX-114）
- ひとりぼっちのスニーカー（1979年、『ひらけ!ポンキッキ』。キャニオン CX-117）
- おかおかおかしいな（1979年、『ひらけ!ポンキッキ』。LP『ひらけ!ポンキッキ　サンデーパパ / つんつるてん』（キャニオン C18G0023）収録）
- ぼくのバレンタインデー（1987年、『みんなのうた』） - とみたいちろう名義
- ジャンピン ジャンプ（1988年、『パオパオチャンネル』。ビクター VDR-25145/VCK-20155）
- ジャンボジェット テイクオフ（『パオパオチャンネル』）[15]
- どえらいもんだね夢気球（1989年、『パオパオチャンネル』。日本コロムビア CK-838/CFK-646）
- ばったらったった（1992年、『母と子のテレビ絵本』。ポニーキャニオン）
- ぼくらのゴハチ（うたの科学館シリーズ）
- Dr.イエロー（うたの科学館シリーズ）
- 江戸火消こ組出動（1998年、おゆうぎ会用CD）
- パンダキンギョ・マジックフィーリング（1989年、EMIミュージック・ジャパン ZX10-7150、XG10-2017）[16]

カバーは省略する。

#### その他
- 煙草の煙（1977年、映画『悲愁物語』）
- 戻っておくれ（1977年、映画『悲愁物語』）予告編
- Chieftain's Daughter '79（ディスコ・ヴァージョン） - 「キャプテン・モジョ・グループ」名義
- LONELY：ザ・ブッチャーのテーマ（1981年、新日本プロレス創立10周年記念盤「ザ・レスラー」収録）
- ミラクル・ファイター（1981年、ジャッキー・チェンイメージソング）
- サムホェア・サムタイム（1981年、ジャッキー・チェンイメージソング）
- 翼のないペガサス（1982年、岩手県競馬組合イメージソング）
- Aoi-Tategami（青いたて髪）（1982年、漫画『リングにかけろ』イメージソング）
- Seishun-Jungle（青春ジャングル）（1982年、漫画『リングにかけろ』イメージソング）
- THE ESPER HAS BLUE HAIR（青い髪のエスパー）（1982年、『超人ロック ロード・レオン』イメージソング）
- コロネル・バレンシュタイン（1983年、『超人ロック　コズミック・ゲーム』イメージソング） - 作曲も担当
- エスパー・ファイティング2（1983年、『超人ロック　コズミック・ゲーム』イメージソング） - 作曲も担当
- ロック・ザ・ズーパーマン 〜時の旅人〜（1983年、『超人ロック　コズミック・ゲーム』イメージソング） - 作曲も担当
- 漂流する街（1983年、漫画『南京路に花吹雪』イメージソング）
- 彷徨人（さまよいびと）（1983年、漫画『南京路に花吹雪』イメージソング）
- ミッドナイトホテル（1983年、漫画『南京路に花吹雪』イメージソング）
- Last SongはLove Song（1983年、漫画『南京路に花吹雪』イメージソング）
- ハハハハ ハートロン（1985年、テレビドラマ『心はロンリー気持ちは「…」II』劇中歌）
- 宇宙戦士ハートロン（1985年、テレビドラマ『心はロンリー気持ちは「…」II』劇中歌）
- 君よ巨人の声をきけ（1989年、読売ジャイアンツ応援歌）
- ゴーケンオーVのうた（2008年、パチスロ『回胴合体 ゴーケンオーV』）
- さらば、友よ（2008年、パチスロ『回胴合体 ゴーケンオーV』）
- ワンワン音頭（1990年、ツカサ「ウィークリーマンション」CMソング）（フーコ&モジョ名義）日本クラウン CRDN-34

### 代表曲（作曲）
- 宮本典子 / 「ONNA」「パートII」「BAHAMAフィーリング」（1982年、アルバム『SHOCK』に収録）
- 坂井紀雄、有美 / 「君の心を読む」（1983年、『超人ロック　コズミック・ゲーム』イメージソング）
- 「シマックの勝利」（1983年、『スターシマック プロローグ編』に収録）
- 芦部真梨子 / 「危険な海岸」（1984年、アルバム『ストリートスキャンダル』に収録）
- みずうみ、Mickey / 「Dancing All Day Long -うわさのるるる学園-」（1992年、サンリオ「るるる学園」イメージソング）
- 若子内悦郎 / 「ユーロシティ特急」（1992年、うたの科学館シリーズ）
- 「旅がらすワン太郎」（2002年、『いないいないばあっ!』）
- 小魔神 / 「ロックン・ロール大魔神」

#### CMソング
- 平浩二 / 「よせてあげて」[3]（1994年、ワコール「グッドアップブラ」）
- jo / 「そんなあなたを支えたい」（1998年、佐藤製薬「ユンケル黄帝液」）
- 金鳥タンスにゴンゴン「胸騒ぎ」篇[3]（2000年、大日本除虫菊「金鳥タンスにゴンゴン」）
- 本つゆでいかがでしょうか[3]（キッコーマン「本つゆ」）
- 「強力わかもと」サウンドロゴ[3]（わかもと製薬）
- ヤマダデンキの歌（「ヤマダデンキ」）[3]
- 永谷園ラ〜メン茶漬け[3]（永谷園）
- トヨタデュエット[3]（トヨタ自動車「デュエット」）
- アートネイチャー[3]
- ポポンS[3]（シオノギヘルスケア）
- 越後製菓[3]

## 出演

### テレビドラマ
- 非公認戦隊アキバレンジャー シーズン痛 第3話「妄想拳劇」（2013年4月） - MoJo本人役

### テレビ
- クイズ!脳ベルSHOW　2022 7/18 19

### 映画
- プリンス・オブ・エジプト（1999年7月24日） - ホテップ役（日本語吹き替え）

### イベント
- スーパーヒーロー魂ライブ　1999年11月14日の東京公演に初参加。以降も同ライブの中核メンバーとして継続して出演。
- スーパー戦隊“魂”ライブ　2004年の初回から出演。以降も開催される際は毎回出演。
- スーパーロボット魂ライブ　2007年、2014年に参加。